# Scogli Unkovskij
Gli scogli Unkovskij (in russo Камни Унковского?) sono 4 isolotti rocciosi nella parte settentrionale del golfo di Pietro il Grande, nel mar del Giappone, nell'Estremo Oriente russo. Si trovano 50 km a sud-est di Vladivostok e 40 km a ovest di Nachodka. Appartengono amministrativamente alla città di Fokino (Škotovskij rajon, Territorio del Litorale).

## Geografia
Gli isolotti si trovano al centro dello stretto di Askol'd tra l'isola di Putjatin e l'isola di Askold; tre di essi sono collegati da strisce di ghiaia; il più alto raggiunge i 40,8 m. A nord, a 720 m di distanza, c'è lo scoglio Baklanij (Камень Бакланий; 42°49′24.6″N 132°21′49.43″E). Rappresentano un serio pericolo per la navigazione e sono dotati di segnale luminoso.
La loro vegetazione è di tipo erbaceo e arbustivo. Sono popolati di foche (del genere Pusa) e gabbiani.

## Storia
Gli scogli sono stati descritti nel 1859 dall'equipaggio del clipper Strelok e presero il nome di isole Krasil'nikov (острова Красильникова) dal nome dell'ufficiale N. A. Krasil'nikov. Poi, durante la spedizione di Vasilij Matveevič Babkin del 1862, sono stati rinominati con il nome attuale in onore dell'ammiraglio ed esploratore Ivan Semënovič Unkovskij comandante della fregata Pallada.